# Herta Grandt
Herta Grandt (* 5. Juni 1907 in Karlshorst; † 18. Februar 1985 in Lenzkirch) war eine deutsche Schriftstellerin.

## Werdegang
Grandts Eltern waren der Bahnarbeiter Eugen Grandt und dessen Frau Emma, geb. Grosser. Sie arbeitete bis 1941 elf Jahre als Krankenschwester zunächst an der Chirurgischen Abteilung der Universitätsklinik Leipzig, dann an der Psychiatrischen Universitätsklinik in Leipzig. Ihre Erfahrungen in der Psychiatrie beschrieb sie in der Erzählung Das Unzerstörbare (1948) und dem Roman Eine Handvoll Erbarmen (1964).
Herta Grandt begann ihre literarische Tätigkeit 1933, sie schrieb unter anderem für die Neue Leipziger Zeitung, die Frauenzeitung und in den Zeitschriften Die Dame, Hakenkreuzbanner, NS-Frauenwarte sowie den Mecklenburgischen Monatsheften. Sie war in verschiedenen NS-Organisationen aktiv und gehörte der Kameradschaft Junges Volk an. Nach 1945 publizierte sie zahlreiche Erzählungen und Romane.
Herta Grandt lebte seit 1941 mit ihrer Freundin Charlotte Behrke zusammen in Lenzkirch.

## Veröffentlichungen (Auswahl)
- Im Morgenlicht: Roman. Deutsche Buch-Gemeinschaft, Berlin 1946.
- Der grosse Traum: Roman. Habel, Berlin 1949.
- Wir sind doch zwei: Roman. Auer-Cassianeum, Donauwörth 1957.
- Urlaub von Butzengrün und andere Geschichten. Luther-Verlag, Witten 1957.
- Die Harfe: 52 Gedichte. Schauenburg, Lahr 1957 (Silberdistel-Reihe; 30).
- Eine Handvoll Erbarmen: Roman. Auer / Cassianeum, Donauwörth 1964.
- Marietta: Roman. Waldstatt Verlag, Einsiedeln 1962.
- Die Nachtigall wird wieder singen: 40 Geschichten von Menschen, Blumen, Bäumen und Tieren. Herder, Freiburg i. B. 1977.
- Jaromirs Sohn: Novelle. Knecht, Frankfurt a. M. 1987.

## Ehrungen
- 1972: Verdienstkreuz am Bande der Bundesrepublik Deutschland